# Retreat (Grenadinen)
Retreat ist eine Siedlung auf der Insel Bequia, die zum Staat St. Vincent und die Grenadinen gehört.

## Geographie
Der Ort liegt an der Westküste der Insel, südlich der Hafenstadt Port Elizabeth in der Admiralty Bay und direkt südlich von Belmont. Im Süden schließt sich Lower Bay an, das Hinterland wir als Richmond bezeichnet; dort gibt es eine Kingdom Hall of Jehovah’s Witnesses. Eine Sehenswürdigkeit ist Lawler Point mit der Tony Gibbons Beach.